# Karlheinz Böhm
Karlheinz Böhm (Darmstadt, 16 de março de 1928 – Grödig, 29 de maio de 2014) foi um ator austríaco.

## Biografia
Filho do maestro Karl Böhm, ele é conhecido internacionalmente por sua interpretação como o imperador Francisco José I nos três filmes de Sissi.
Desde 1981, quando fundou a organização não governamental Menschen für Menschen (Humanos por Humanos), Böhm estava envolvido ativamente em trabalhos de caridade na Etiópia.